# 32295 Ravichandran
32295 Ravichandran este o planetă minoră (asteroid), cu un diametru de 3,417 km, din centura de asteroizi. A fost descoperită pe 24 august 2000 la Experimental Test Site⁠(d) de Lincoln Near-Earth Asteroid Research. 
Obiectul prezintă o orbită caracterizată de o semiaxă mare de 2,5332013 UAi, o excentricitate de 0,15, o înclinație de 7,9976 ° în raport cu ecliptica.